# Valdeavero
Valdeavero – miasteczko w Hiszpanii we wspólnocie autonomicznej Madryt, położone 67 km od Madrytu. Miasto założone przez Maurów, zaś jego nazwa pochodzi z j.arabskiego - Valle de las aves - Dolina Ptaków. W Valdeavero jest jedna szkoła publiczna dla niemowląt i szkół podstawowych.

## Atrakcje turystyczne
- Barokowy Kościół Matki Bożej Wniebowzięcia z XVII wieku
- Kaplica Różańcowa z XVII wieku
- Palacio del Marques de Campo Florido